# Nikolai Andrianov
Nikolai Efimovici Andrianov (ru. Николай Ефимович Андрианов; n. 14 octombrie 1952, Vladimir, RSFS Rusă, URSS – d. 21 martie 2011, Vladimir, Regiunea Vladimir, Rusia) a fost printre cei mai buni gimnaști sovietici. El era considerat o figură legendară la Jocurile Olimpice,  Andrianov a participat între anii 1972 și 1980 la 3 jocuri olimpice, cariera sportivă a încheiat-o în anul 1982.
În cariera de sportiv Andrianov a câștigat 15 medaliii din care 7 medalii de aur, 5 de argint și 3 medalii de bronz. El ocupă locul 9 în Clasamentul campionilor olimpici la gimnastică, fiind considerat până în prezent cel mai bun gimnast de la jocurile olimpice. Andrianov devine de patru ori campion mondial și de nouă ori campion european. Probele lui preferate sunt calul cu mânere, proba la sol, săriturile și inelele.

## Campion european
- 1971 cal cu mânere
- 1971 sărituri
- 1973 sol
- 1973 sărituri
- 1975 individual compus
- 1975 paralele
- 1975 sol
- 1975 bară fixă
- 1975 sărituri

| Palmares          |        |        |
| Jocurile Olimpice |        |        |
| 1972              | 1976   | 1980   |
| Aur               | Aur    | Aur    |
| Argint            | Aur    | Aur    |
| Bronz             | Aur    | Argint |
|                   | Aur    | Bronz  |
|                   | Argint |        |
|                   | Argint |        |
|                   | Bronz  |        |